# 大拉姆扎基
46°48′5″N 30°47′30″E / 46.80139°N 30.79167°E
大拉姆扎基（烏克蘭語：Великі Ламзаки）是位於烏克蘭西南部的村莊，由敖德萨州敖德萨区的多布羅斯拉夫市鎮負責管轄。該村始建於1935年，面積0.23平方公里，海拔高度32米，2001年人口63，人口密度每平方公里273.91人。